# Wiang Kao (huyện)
Wiang Kao (tiếng Thái: เวียงเก่า) là một huyện (amphoe) của tỉnh Khon Kaen, đông bắc Thái Lan.

## Lịch sử
Tiểu huyện (king amphoe) được thành lập thông qua việc tách 3 tambon từ Phu Wiang district. Quyết định thành lập có hiệu lực ngày 1 tháng 5 năm 2006.
Theo quyết định ngày 15 tháng 5 năm 2008 của chính phủ Thái Lan, tất cả 81 tiểu huyện đều được nâng thành huyện. Với việc đăng công báo hoàng gia ngày 24 tháng 8, việc nâng cấp này thành chính thức.

## Địa lý
Các huyện giáp ranh (từ phía bắc theo chiều kim đồng hồ) Nong Na Kham, Phu Wiang, Chum Phae và Si Chomphu.

## Hành chính
Huyện này được chia ra thành 3 phó huyện (tambon), các đơn vị này lại được chia thành 36 làng (muban). Không có khu vực đô thị, có 3 Tổ chức hành chính tambon.
| STT. | Tên                  | Tên Thái    | Số làng | Dân số |  |
| ---- | -------------------- | ----------- | ------- | ------ |  |
| 1.   | Nai Mueang           | ในเมือง      | 15      | 8.957  |  |
| 2.   | Mueang Kao Phatthana | เมืองเก่าพัฒนา | 10      | 5.857  |  |
| 3.   | Khao Noi             | เขาน้อย      | 11      | 4.936  |  |